# کوه پریچارد
کوه پریچارد (به انگلیسی: Mount Pritchard) یک حومه شهر در استرالیا است که در نیو ساوت ولز واقع شده‌است.